# Fernando Lorenzo
Fernando Lorenzo Estefan (Montevideo, 31 de gener de 1960) és un economista i polític uruguaià pertanyent a la coalició del Front Ampli. Entre 2005 i 2008 va ser Director de l'Assessoria Macroeconòmica i Financera i de l'Assessoria de Política Comercial del Ministeri d'Economia i Finances de l'Uruguai.
Actualment és el ministre d'Economia del seu país.

## Biografia
Fernando Lorenzo va néixer a Montevideo, Uruguai, el 1960. Es va graduar de la Universitat de la República el 1984 amb el títol de Llicenciat en Economia.
Va ser director del Centre d'Investigacions Econòmiques (CINVE) entre 1997 i 2004.
Té un Diplome d'Etudes Approfondies en Economie et Finances Internationales de la Universitat París-Dauphine i un doctorat en economia per la Universitat Carles III de Madrid.
És President de la Xarxa d'Investigacions Econòmiques del Mercosur, consultor nacional i internacional en temes econòmics i financers i autor de publicacions i treballs d'investigació en temes macroeconòmics, de comerç i finances internacionals i mètodes quantitatius aplicats a l'economia.
És docent en els postgraus d'Economia de la Universitat ORT i de la Universitat de la República.